# Humerobates rostrolamellatus
Humerobates rostrolamellatus är en kvalsterart som beskrevs av Grandjean 1936. Humerobates rostrolamellatus ingår i släktet Humerobates och familjen Humerobatidae.

## Underarter
Arten delas in i följande underarter:
- H. r. rostrolamellatus
- H. r. giganteus
- H. r. guadarramicus
- H. r. mauritius